# IRCAM
IRCAM（イルカム、仏正式: Institut de Recherche et Coordination Acoustique/Musique）はフランスの、音響および音楽の探求と共同のための研究所。1970年より、ポンピドゥー・センターの関連組織としてジョルジュ・ポンピドゥーの指導の下ピエール・ブーレーズによって組織され、1977年に設立した。訳語としてフランス国立音響音楽研究所が当てられている。

## 概要
IRCAMは、今日、音楽制作と科学研究に特化した公的研究機関としては世界で最も大きな組織に数えられる。芸術の未来研究と科学技術のイノベーションが集約する唯一の場といえるこの研究所は、2006年よりフランク・マドレーネが所長の座についており、パリの演奏会シーズンを通じ、また音楽祭や、フランス国内外のツアーを通じて、制作、研究、伝播という3つの基本軸を展開している。
IRCAMは音楽制作の主要拠点であると共に、国際的な作曲家の創作活動やレジデンスの場でもあり、作曲家に対しては委嘱という手段によって、恵まれた出会いの機会を与えている。レジデント・アーティストのプロジェクトは数多く行われており、これらは、複数の分野（音楽、ダンス、映像（動画）、演劇、映画）に及ぶこともある。毎年行われている音楽祭アゴラでは、こうした創作活動を一般向けに紹介している。
IRCAMは音楽と音響の分野において、科学技術のイノベーションの最先端にいる研究センターである。IRCAMの研究は、幅広く国内外の大学や企業と共同して行われ、その範囲は音響学、信号処理、情報理論 (言語、リアルタイム、データベース、マンマシンインタフェース)、音楽学、音楽認知研究に及ぶ。これらの研究はメディアアート、造形、舞台芸術、産業界（文化産業、通信産業、情報産業、自動車産業、交通機関）にまで応用されている。
IRCAMは情報音楽の教育の場でもある。世界的な研究者や作曲家の協力によって作曲の研究課程や講習会が行われており、さらにパリ第6大学(UPMC)との共同による修士課程(音響学、信号処理、応用音楽情報理論)が開設されている。一般人向けのものとしては、教育省と各音楽院との綿密な共同によってインタラクティブな教育ソフトの開発が行われている。
2006年より、創作活動と技術研究、そしてそれらの伝播を同時に促進させるために、研究所全体の方針として芸術面に重点を置くこととなった。以下の一連の変革はそれによるものである。
- 現在の美的価値観に合わせて、共同制作者らとシーズンのプログラムを変更する
- 研究室から離れ、現在の音楽シーンおよび舞台芸術に集中する
- 研究課程の増員と期間(2年間)の変更
- 作品の伝播や作品の永続性を保証するための資料収集のあり方の改革
- フランス内外におけるIRCAMの協力者の創出
- 文化活動やジャーナルの制作、一般向けに新たな企画を立案

## 任務と構成
IRCAMの特質は「音楽現象について様々な科学的視点を受け入れ、連携を図ること」であり、物理、信号処理、情報理論、認知心理学、音楽学の観点から研究活動を行っている。研究領域は、フランス国立科学研究センター(CNRS)との協同研究における「音楽と音響の科学、工学」(STMS)に定義されている。
活動は以下の2つの任務から成っている。
- 科学技術の進展によって、現在の音楽制作に革新を与えること
- このようにして蓄積した専門性を、社会的および産業的に幅広く反映させること(メディア産業、文化新興、教育など)

これらの任務は、芸術家と研究者を結ぶ学際的な音楽研究プロジェクトの実施、および専門的アプリケーションソフトウェアと工業規格の開発によって遂行される。IRCAMは、国内やヨーロッパの研究プログラムに積極的に参加しており、かつ産業界との共同研究をリードしている。

## 研究部門
ユーグ・ヴィネ率いるIRCAMの研究開発部門は、研究員、技術者、博士、技師、事務員など90人のメンバーから成り、8つのチームに分けられる。各チームは各自の領域 (研究、開発、契約および外郭プロジェクト、発信)に応じた一連の仕事に組み込まれつつも、科学分野における学際性から、専門チーム間での活動においてテーマを設定している。なお、活動の性質からUMR STMSに組み込まれているチームもある。

### 研究チーム
2010年12月現在、研究チームは以下の8つから構成されている。
- 楽器音響
  - 主要な楽器の機能を研究。また、楽器の音響生成（励起状態とレゾナンスのメカニズム）と音響拡散の性質を物理的アプローチによってモデル化。研究成果は、いわゆる物理モデル音響合成（Modalysの開発）や楽器概念の支援に応用されている。

- 音響空間と認知
  - 空間的に捉えられる音場の分析、再現、合成が中心。例えば、音場を測定することや、ホールや自然環境の音響特性を記録することである。

- 知覚とサウンドデザイン
  - 音響の諸現象に対する知覚の研究と分析。それは音の描写や意味づけだけでなく、音源の特定や音の連なりの認識まで関連した知覚のメカニズムについての知識を確立することを主眼としている。

- 音響分析と音響合成
  - 信号処理の手法や音源の音響モデル化によって、音の分析、合成、変換する方法を研究。

- 音楽表象
  - 音楽構造の情報化に関心を寄せる。ビジュアルプログラミング言語によって音楽の記号的構造を演算するアプリケーション、つまり作曲支援および分析支援としてのOpenMusic環境の開発が中心。

- 音楽実践の分析
  - 人文科学(音楽分析、認知人類学、歴史)を領域とするこのチームは、音楽活動、音楽の位置づけ、音楽知識についての経験的音楽論および工学的音楽論を展開している。

- 音楽におけるリアルタイムインタラクション
  - 演奏家、ダンサーまたは俳優といった表現者と音楽情報システムとの間におけるリアルタイムインタラクションに関するテクノロジーや新たなパラダイムを発展させている。音のパターンや身振りの分析、認識について、またインタラクティブな音響処理についての研究が行われている。

- オンラインサービス
  - 音響または音楽のデータベースにオンラインアクセスするための　情報システム、アプリケーションの企画開発を任務とする。

### 研究成果

#### 主な技術沿革
- 1976年 デジタルオーディオプロセッサ4A開発 (Giuseppe Di Giugno)
- 1978年 デジタルオーディオプロセッサ4C開発 (Giuseppe Di Giugno)
- 1979年 音声合成プログラムCHANT開発 (Xavier Rodet)
- 1981年 デジタルオーディオプロセッサ4Xプロトタイプ開発 (Giuseppe Di Giugno)
- 1988年 4XコントロールインターフェースPatcher（Max/MSPおよびPure Dataの前身）開発 (Miller Puckette)
- 1988年 Modalys開発 (René Caussé)
- 1989年 NeXT、IRCAM Signal Processing Workstation用インターフェースMAX/FTS開発
- 1990年 商用版初のMax/MSP開発
- 1991年 音響処理コンピューターIRCAM Musical Workstation開発 (Eric Lindemann)
- 1993年 高速フーリエ変換プロセッサFFT-1開発 (Xavier Roder, Philippe Depalle)
- 1994年 AudioSculpt開発
- 1995年 空間音響処理アプリケーションSpatialisateur開発 (Olivier Warusfel)
- 1995年 ルノー委託による自動車騒音研究（Stephen McAdams）
- 1996年 IRCAM Musical Workstationのアプリケーション化 (Francois Dechelle)
- 1997年 jMax開発 (Francois Dechelle)

など

#### 主なソフトウェア
- Max/MSP
- Spat
- ASAnnotation
- AudioSculpt
- OpenMusic
- Modalys
- SuperVPm
- Diphone
- IRCAM-Tools (Fluxとの共同開発による)
  - IRCAM Spat
  - IRCAM Verb
  - IRCAM Trax
- MCIpa
- Pm2

など

## 制作部門
研究部門、教育部門と共に緊密な連結している制作部門はIRCAMの活動の支柱である。芸術部と制作部によって組織化、運営がなされており、プロジェクトの企画、実施、録音に到るまで作曲家や演奏家らの制作協力を行っている。アーティストの発表は、IRCAMの活動の重要な公開機会となっている。

### 芸術部
まず、アーティスト(作曲家、演奏家、アンサンブル)にプロジェクトの方法を手ほどきする。他のプロジェクトの例、プロジェクトに関わるパートナーシップの創出、音楽週間や音楽祭などにおける発表機会の提供などを行い、プロジェクトの推進、構成を補助する。プロジェクトの確認の次に、実際に外部とのパートナーシップや、可能な外部からの支援を取り付けるという重要な仕事がある。

### 制作部
プロジェクトの実現を管理し、IRCAMのノウハウから企画立案を行っている。アシスタント、技術者、音響オペレーター、舞台オペレーターを提供している。

### 制作成果
初期の頃より研究、教育に携わってきた作曲家の他、レジデント・アーティスト、研究課程に所属した作曲家、また、IRCAMが制作協力をした作曲家の作品などがある。
- 1981年 4Xを用いたブーレーズ『レポン』
- 1982年 4Xを用いたミュライユ『デザンテグラシオン』
- 1988年 Patcherを用いたマヌリ『プルートン』

他、IRCAMの関連作品一覧を参照

## 教育部門
世界初の情報音楽の教育機関としての歴史から、また理念のひとつである伝播とも関連して、IRCAMは多くの教育活動を実施している。

### 高等教育

#### 作曲研究課程
作曲家のための研究課程(cursus1,2)がある。情報音楽における理論上、作曲上の問題系に取り組み、考察するために必要な信号処理、音響合成、インタラクションの書法を1年間または2年間、集中的に訓練する。ステファーノ・ジェルヴァゾーニ、イザベル・ムンドリー、ファウスト・ロミテッリ、ジョシュア・ファインバーグ、望月京、ブルーノ・マントヴァーニなど、世界で活躍する作曲家がここで研鑽を積んでいる。2008年より、パリ、リヨンのフランス国立高等音楽院(CNSM)、スイスのジュネーヴ高等音楽院(HEM)の間で一部人員の提携を結んでいる。

#### 修士課程
音響技術者のための修士課程(音響学、信号処理、応用音楽情報理論)(atiam)がある。情報音楽、音響信号処理、音楽音響の領域における研究に取り組むための科学と音楽の基礎力を養う。これまで、音響、音楽の領域における研究者、教育者、工学技術者を数々輩出してきている。設立当初より、国立高等通信学校(Télécom ParisTech)、パリ第6大学(UPMC)の間で一部人員の提携を結んでいる。

### 職業訓練
一般人を対象としたIRCAM製ソフトウェアの講習会。週末に行われている。Max/MSP、OpenMusic、Audiosculpt、Modalysなどの諸機能を段階的に学ぶことが出来る。英語による講習も一部開設されている。作曲家、演奏家、サウンドデザイナー、音響技術者、音響技師、舞台関係者などが対象とされているが、受講資格は特に無い。

## フォーラム
1993年より、以下のIRCAMフォーラムにて研究および創作の教育機会、ワークショップなどが設けられている。
- スタジオフォーラム - スタジオおよびポストプロダクションに関わるプロフェッショナルのための
- 研究フォーラム - 研究および実験に関心を持つアーティストのための
- 教育フォーラム - 教育機関および音楽院における学生および教員のための
- フリーフォーラム - フリーウェアに関心を寄せる人間のための

## 講習会
メッスで毎年行われるフェスティヴァル・アカントの作曲講習会において、IRCAMのチームによる講習会が開催されることがある。

## ワークショップ
日本においては、2006年12月、NPO団体Glovill及び尚美学園大学大学院の招きによりヤン・マレシュのチームが来日し、初台アップルセミナールームにて3日間のワークショップ、東京日仏学院にてシンポジウム及び演奏会が行われた。ワークショップでは、Max/MSP、AudioSculpt、OpenMusicのレクチャーが行われた。

## 関連組織

### 提携組織
1996年から、IRCAM、文化省、フランス国立科学研究センター(CNRS)、パリ第6大学(UPMC)の間で、「音楽と音響の科学、工学」の名目で科学技術および高等教育の協力提携を行っている。

### 演奏団体
IRCAMはまた、様々な演奏機会、演奏の形を展開してきた。IRCAMのレジデント・アンサンブルであり、現代音楽の演奏に特化したアンサンブル・アンテルコンタンポランはこれまで、IRCAMで創作された作曲作品の実演に対し多大な貢献をしてきている。各々の演奏家は、ソリストとして、また別のアンサンブル奏者として個別に仕事を依頼される腕前を持ち、こうした超一流演奏家集団であるアンサンブル・アンテルコンタンポランは、アンサンブル・モデルンやクラングフォルム・ウィーンなど他のヨーロッパの数多くのアンサンブルのモデルとなっている。

## 歴史
ポンピドゥーセンターに音楽部門が設置される予定は当初無かったが、ポンピドゥー大統領の強い意向により、音楽研究所の設立が決まった。大統領は、1966年からは全ての活動を止めてドイツに拠点を置いていたブーレーズを急遽パリに呼び戻し、研究所の計画構想を要請した。1973年にイゴール・ストラヴィンスキー広場が完成し、研究所はポンピドゥーセンターと共に1977年に完成した。当初よりブーレーズは責任者として本部におり、研究所の完成と共に所長に就任。設立前からの準備委員として、ルチアーノ・ベリオ、ヴィンコ・グロボカール、ジャン＝クロード・リセ、マックス・マシューズらがいた。1992年、ブーレーズは名誉所長となり、ロラン・ベイルが所長に着任した。1996年メディアテークが開設された。この施設は世界で最初期の分野横断的な試みであり、1000時間以上の録音資料、2000冊以上の研究書のオンライン上アクセスを可能とし、かつ実際の楽譜、音楽書籍および周辺分野書籍を有した。2002年には哲学者のベルナール・スティグレールが所長になり、2006年1月1日、スティグレールのポンピドゥーセンター芸術監督就任に伴い、フランク・マドレーネが新所長に着任。マドレーネはアルス・ノヴァ・ブリュッセルやムジカ・ノヴァ・ストラスブールなどの現代音楽祭の音楽監督を務めており、就任挨拶では、INA-GRMをはじめとする国内外の様々な研究組織との共同構想を抱負として語っている。

## 施設
IRCAMのエントランスは、ポンピドゥー・センター南側に位置したストラヴィンスキー広場の池（ジャン・ティンゲリーとニキ・ド・サンファル制作の可動噴水彫刻がある）の西側正面に位置するが、実際の施設の多くは、外部の騒音を遮断するために、池の地下に存在している。無響室などの音響実験錬、録音スタジオ、残響をコントロールする可動壁およびマルチ・スピーカー・システムを常設したコンサートホール“エスパス・ドゥ・プロジェクション”などの施設が池の下方部にあり、池の西側正面の建物内部には、サーバー管理の端末アクセスによるメディアテーク（地上2、3階）をはじめとし、エントランスおよび出版物販売（地上1階）、フランス国立科学研究センターの研究錬および事務所（地上4階）等が併設されている。建築設計はレンゾ・ピアノ、リチャード・ロジャースの共同によるもの。

## 沿革
- 1968年: サン・テチエンヌにおいてピエール・ブーレーズが講演中に現代音楽研究所の設立を示唆
- 1969年: ポンピドゥー大統領が現代アート総合施設建設計画を公表
- 1969年: ポンピドゥ・センター計画の一環として、ブーレーズが研究所設立計画を公表
- 1970年: 計画開始 (構想責任者: ピエール・ブーレーズ)
- 1972年: ポンピドゥー・センター着工開始
- 1973年: イゴール・ストラヴィンスキー広場竣工
- 1974年: IRCAM運営開始 (所長ブーレーズ)、仮本部設営 (サン・メリ教会)
- 1975年: IRCAM研究施設着工
- 1975年 ディジタル・イクイップメント・コーポレーション社製コンピュータ DEC system10導入
- 1977年: ポンピドゥー・センターと共にIRCAM竣工
- 1977年: 「二十世紀への道のり」コンサート・シリーズ
- 1978年: 音響可変ホール「エスパス・ドゥ・プロジェクション」竣工
- 1984年: 国際コンピュータ音楽会議場(ICMC)
- 1988年: タワー部位施設拡張工事着工 (設計: レンツォ・ピアノ)
- 1989年: 作曲研究課程開設 (責任者: ユーグ・デュフール)
- 1990年: タワー「ピアノの塔」竣工
- 1992年: ロラン・ベイル、所長就任
- 1993年: イルカム・フォーラム開設
- 1993年: 音響技術博士課程（現・修士課程）開設（責任者: ジャン＝クロード・リセ）
- 1993年: 夏期講習制度開設。
- 1995年: フランス国立科学研究センターとの提携および共同講座の開設
- 1996年: ジュール・フェリー館と旧公共浴場跡の建物を併合、新スペース建設
- 1996年: メディアテーク施設拡張工事着工（責任者: Michel Fingerhut、設計: リュバン兄弟）
- 1996年: メディアテーク竣工
- 2002年: ベルナール・スティグレール、所長就任
- 2006年: フランク・マドレーネ、所長就任

## 事業
月に一度は研究所内のホールにて新作の初演または演奏会を行っている他、ヨーロッパ各国においてIRCAMの技術を必要とする演奏会およびイベントには、担当の研究員が常に派遣されている。そして毎年6月には、現代音楽祭フェスティヴァル・アゴラを主催し、会場はIRCAM、ポンピドゥーセンターや近隣の劇場に及ぶ。2006年からは一部の日の演奏会がラジオフランスとの共催になり、オーケストラ作品や劇場作品など大規模な催しには、ラジオフランスのホールを利用している。
また、国際コンピュータ音楽会議(ICMC,1984)、第3回国際音楽情報検索会議(ISMIR,2002)、国際会議「音楽/芸術表現のための新インターフェース」(NIME-06,2006)などの国際会議がIRCAMで行われた。2010年、メッス・ポンピドゥーセンターの竣工に伴い、同センターにおいて2010年10月より2011年2月まで毎月演奏会が行われている。

## 人物
IRCAMの関連人物一覧を参照

## 出版

### 書籍
- Les Cahiers de l'Ircam. Recherche et Musique
- Collection Compositeurs d'aujourd'hui
- Collection Musique / Sciences
- Inharmoniques

他

### 無料冊子
- Résonance (1992-1999)＊15巻まで
- Etincelle (2006-)

### 録音
- Ircam: Les Années 80 (CD extraits, 1990)
- Ircam: Les Années 90 (1998)
- Compositeurs d'aujourd'hui

他、ADESレーベルより多数出版

### マルチメディア
- La Musique électroacoustique ＊電子音楽CD-ROM
- 10 jeux d'écoute ＊電子音楽教材CD-ROM

他、オペラDVDなど